# Acceleration (skulptur)

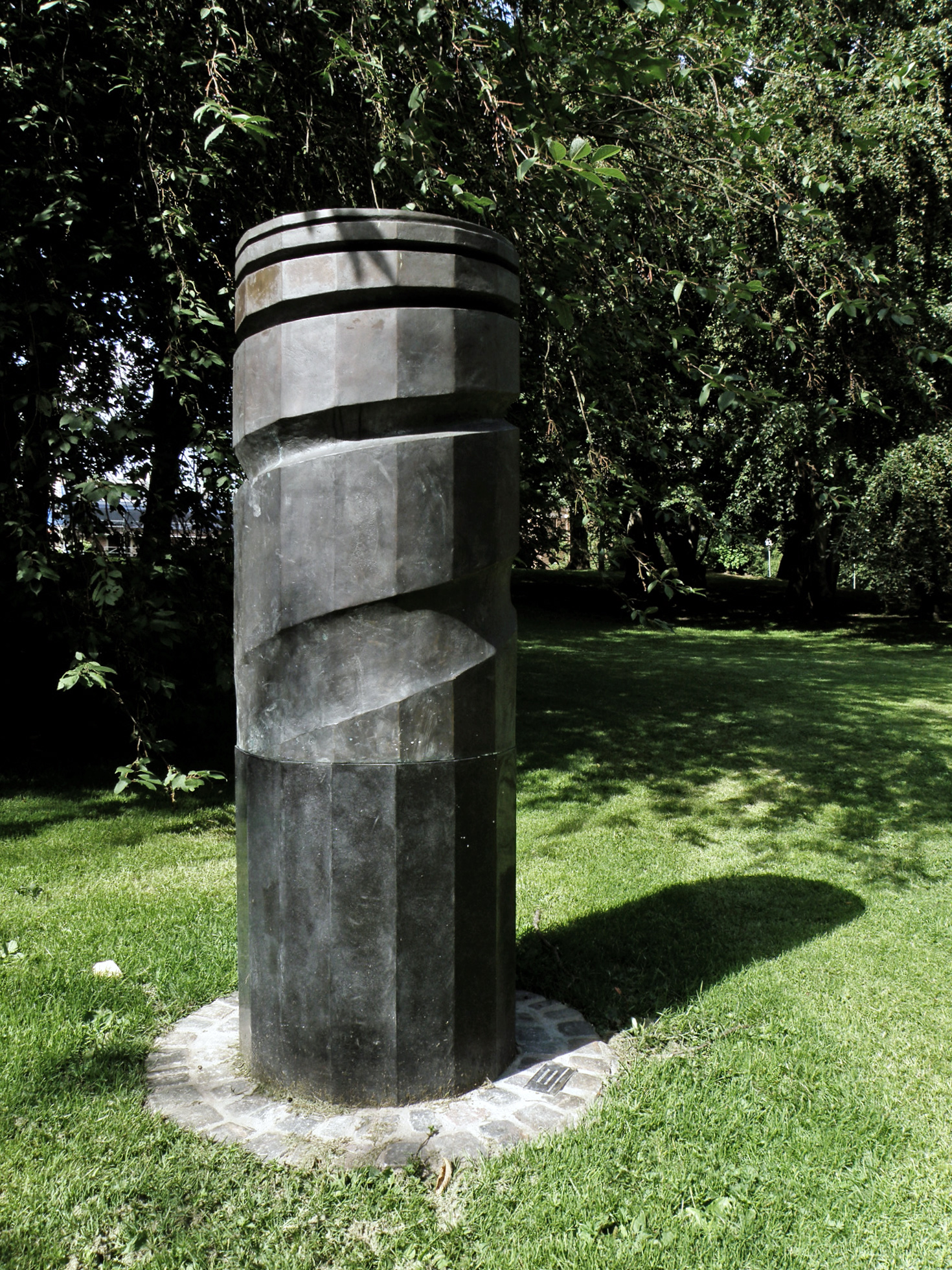
Skulpturen Acceleration av Ida Isaksson-Sillén.

Acceleration är en ungefär manshög abstrakt skulptur i brons och sten av Ida Isaksson-Sillén som står i Vasaparken, Göteborg. Skulpturen har formen av en facetterad cylinder, vars nedre del är gjord av sten. Den övre delen, som är gjord av brons, har en inskärning som löper i helixformad spiral runt cylindern. Denna inskärning accelererar på så vis att den till en början (nertill) är bred och grund och blir smalare och djupare, med tätare varv, ju högre upp den kommer.
Skulpturen utplacerades i Vasaparken år 2000.